# رافاييلي دي روزا
رافاييلي دي روزا (بالإيطالية: Raffaele De Rosa)‏ مواليد 25 مارس 1987 في نابولي، هو متسابق دراجات نارية إيطالي. نافس في سباقات بطولة العالم لفئة 250 سي سي ولفئة 125 سي سي ولفئة 50 سي سي. كما شارك في بطولة العالم للسوبربايك وبطولة العالم للسوبرسبورت.

## روابط خارجية
- رافاييلي دي روزا على موقع MotoGP.com (الإنجليزية)
- رافاييلي دي روزا على موقع WorldSBK.com (الإنجليزية)